# Irakli Alasania
Irakli Alasania (gruz. ირაკლი ალასანია, ur. 21 grudnia 1973) – gruziński polityk i dyplomata. Stały Przedstawiciel Gruzji przy ONZ od 11 września 2006 do 4 grudnia 2008. Doradca prezydenta Gruzji ds. rozmów gruzińsko-abchaskich.

## Edukacja i kariera polityczna
Irakli Alasania urodził się w Batumi w Adżarii. Jego ojciec, generał Mamia Alasania, został zabity 23 września 1993 w czasie pogromów Gruzinów, po zdobyciu Suchumi przez abchaskich separatystów. Alasania w 1995 ukończył stosunki międzynarodowe na Państwowym Uniwersytecie Tbilisi. Jednocześnie od 1994 do 1996 studiował na Gruzińskiej Akademii Bezpieczeństwa.
W latach 1994–1998 Alasania był zatrudniony w  Ministerstwie Bezpieczeństwa Państwa. Od 1998 do 2001 pracował w Ministerstwie Spraw Zagranicznych. W tym czasie przebywał m.in. na placówkach dyplomatycznych Gruzji w USA, Kanadzie i Meksyku. Od lutego 2002 do lutego 2004 zajmował stanowisko wiceministra bezpieczeństwa państwa, a następnie od marca do lipca 2004 wiceministra obrony. W lipcu 2004 został zastępcą sekretarza Rady Bezpieczeństwa Narodowego Gruzji. W październiku 2012 został wicepremierem i ministrem obrony w rządzie Bidziny Iwaniszwilego.

## Kariera dyplomatyczna
30 września 2004 Irakli Alasania stanął na czele rządu Autonomicznej Republiki Abchazji, który przebywa na uchodźstwie w Gruzji i jest uznawany przez to państwo za legalne władze Abchazji. Zajmował to stanowisko do 26 kwietnia 2006.
15 lutego 2005 został mianowany przez prezydenta Micheila Saakaszwilego jego doradcą ds. gruzińsko-abchaskich rozmów pokojowych.
W marcu 2006 Alasania został mianowany Stałym Przedstawicielem Gruzji przy ONZ w Nowym Jorku. Stanowisko to objął 11 września 2006. 4 grudnia 2008 podał się do dymisji.